# Samuel Chandos Balcon
S.C. Balcon, de son vrai nom Samuel Chandos Balcon, est un producteur de cinéma britannique né le 12 avril 1891 à Waltham St Lawrence (Angleterre) et mort le 24 janvier 1947 à Maidenhead (Angleterre).

## Biographie
Après avoir été producteur associé au sein de Gainsborough Pictures, il rejoint son frère Michael aux studios Ealing.

## Filmographie (sélection)
- 1939 : Les quatre justiciers (en) de Walter Forde
- 1942 : Le Pas de l'oie (The Goose Steps Out) de Will Hay et Basil Dearden
- 1943 : The Bells Go Down de Basil Dearden